# Hemipenis

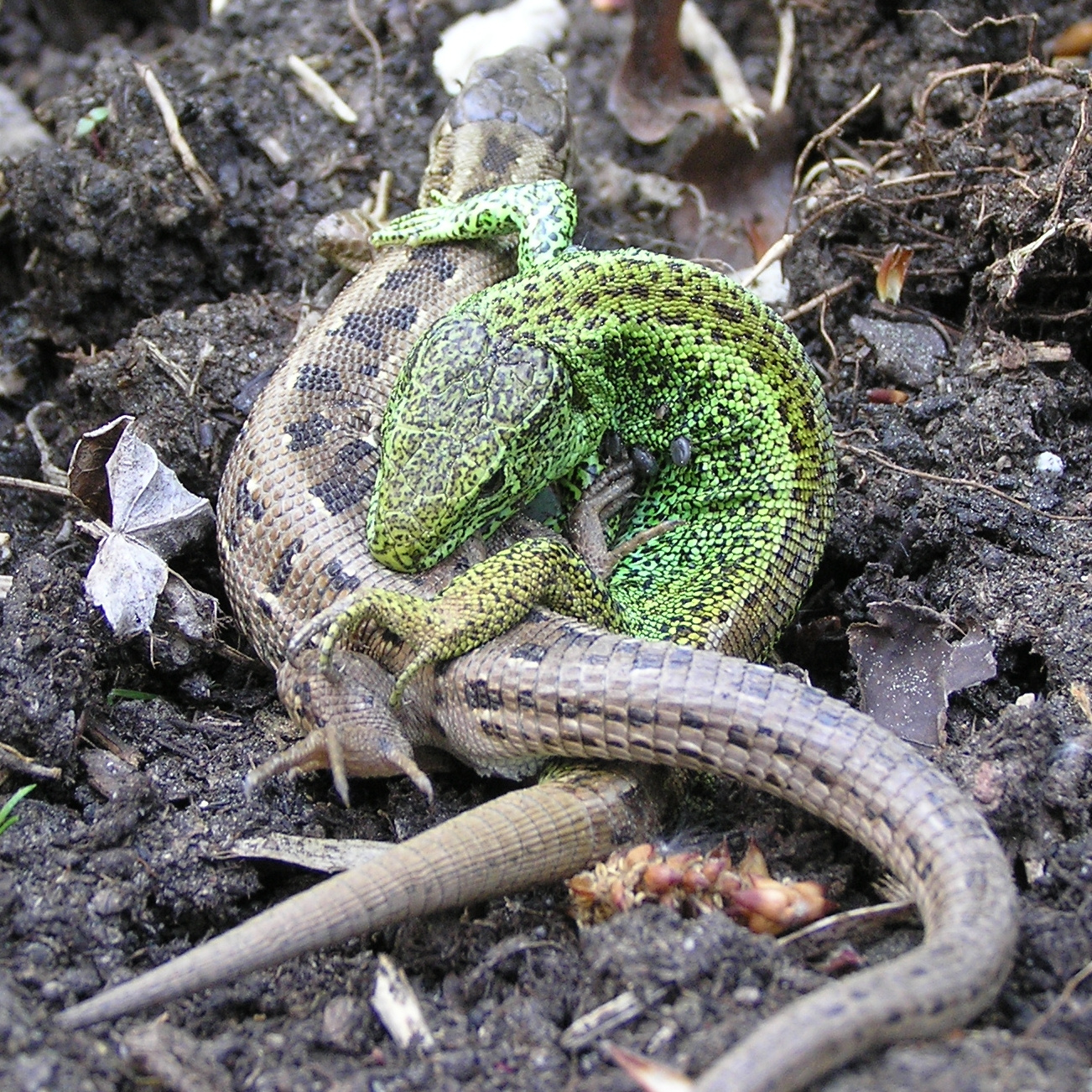
Ještěrky obecné (Lacerta agilis) při páření – samec je zelený

Hemipenis je jedna část pářícího orgánu samců šupinatých plazů – hadů, ještěrů a dvouplazů. Pohlavní orgán šupinatých se tedy skládá ze dvou hemipenisů. Hemipenisy mají různé tvary (podle druhové příslušnosti) a většinou bývají opatřeny různými výrůstky a háčky, které slouží k přichycení ke kloace samice. Oba hemipenisy jsou uložené v kapsách za kloakou. Díky tomu mívají samci zesílený kořen ocasu a tento znak je u některých druhů dobrým vodítkem k určení pohlaví zvířete. Při kopulaci samec současně používá pouze jeden z hemipenisů, a to ten, který je samici blíže. Jsou známy případy, kdy samci během páření hemipenisy střídají. Hemipenis nemá žádný kanálek na vedení spermatu. K tomu účelu slouží postranní žlábek – Sulcus spermaticus.
Někdy u samce může dojít k výhřezu hemipenisu, např. při zácpě. Při výhřezu hrozí nebezpečí infekce, vysychání nebo i nekrózy orgánu, proto musí být zvíře rychle a odborně ošetřeno. Pokud k výhřezům dochází opakovaně nebo je-li vyhřezlý hemipenis příliš porušen, je nutné přistoupit k jeho amputaci. Plodnost si samec zachová díky svému druhému hemipenisu. Vymáčknutím hemipenisů lze dobře určit pohlaví ještěrů nebo hadů. Další metodou určení pohlaví je sondování, které se často používá u hadů. Obě dvě metody mohou být ale velice riskantní a pro bezpečí zvířete by je měl provádět pouze zkušený chovatel.